# ترانيم في ظل تمارا (كتاب)
كتاب ترانيم في ظل تمارا هو آخر عمل أدبى مكتمل للأديب الساخر محمد عفيفي، ان أجمل مافى هذا الكتاب هو نكران الذات الفنى، فعفيفى يكتب عن العالم من حوله وهو في وسطه ومحوره. إنه يحول نفسه إلى نافذة سحرية يطل بها على تفاصيل وعناصر الحياة العادية من حوله، ويتكشف بها أسرار وكينونات الموجودات المحيطة به. فترى من خلالها العادي وقد تحول إلى شيء غير عادي، إلى عمل فني متفرد وله طابعه الساحر، كل الأشياء إذا رأيتها من خلال نافذة محمد عفيفي السحرية، كل الاشياء، تكتسب شفافية غريبة تبوح لك وتظهر بواطنها وأسرارها، أو سر جمالها.. كل الأشياء وأبسطها (بقع الضوء على مقاعد الحديقة) و (أزهار الياسمين على بساط الغرفة) و (الوجوه والأشخاص في أزهار البانسيه) والقطط والكلاب والحشرات، العصافير، الحياة.. المرض، الموت، كلها تتحول إلى تماثيل بللورية شفافة، يرفرف حلوها فراش أبيض يلمسها بأجنحة رقيقة من أسلوب محمد عفيفى الذي ينتقل في يسر وسلاسة وراحة تامة بين العلم، أو التفسير العلمي لظواهر الحياة وبين التأمل الفلسفي الفني الساخر لتلك الحياة. أمن حقنا ان نقول عن تلك السطور أنها دعاء عفيفي الأخير، أم تسبيح فنان يتقرب من ربه عن طريق التأمل الفنى في بديع خلقه؟

## ترانيم في ظل تمارا
لن تجد كلمات جامعة تصف بها تلك التحفة الفنية إلا كلمات صاحبها عنها، افتتح محمد عفيفي صفحات روايته بتقديمها على أنها «ملاحظات رجل عجوز» آثر الجلوس في حديقة منزله بعيدا عن صخب العالم وثرثرات الناس، مفضلا التأمل في بديع خلق الله مستمتعا بصفاء الطبيعة وعفوية الحياة من حوله 

| ترانيم في ظل تمارا (كتاب) | على الكرسى القش الأصفر العتيق ملاحظات في حديقة مشمسة على نماذج من الحيوان و الطير و الشجر و بعض من بنى البشر، لرجل عجوز يجلس على الكرسى المذكور | ترانيم في ظل تمارا (كتاب) |

### الفصل الأول "الفراشةالبيضاء
| ترانيم في ظل تمارا (كتاب) | فراشة جديدة كل يوم..ليمونة على دماغ القطة السوداء..التقلية و مغزاها..ماذا تقول العصافير..الضفدع الحائر..الشاي بنكهة من نور الضحى | ترانيم في ظل تمارا (كتاب) |

يجلس على كرسيه القش العتيق مستظلاً بصديقته العزيزة تمارا، والتي من خلال أغصانها تتساقط عشرات من دوائر الضوء الصغيرة البيضاء وتنفرش حوله مثل قروش فضية متراقصة، وومضت فوق السور النباتي فراشة بيضاء أسماما «فروشة» ويحب الاعتقاد دائما بأنها نفس الفراشة التي تزوره كل يوم ومن يملك أن يفرض عليه غير ذلك: 

| ترانيم في ظل تمارا (كتاب) | لكن لا أحد يستطيع أن يصادر حريتى في الافتراض الذى يريحنى | ترانيم في ظل تمارا (كتاب) |

و عن «زهيرة» شجرة الليمون البنزهير يقول عفيفى: وأغصان زهيرة تتلامس، وفي بعض المواضع تتشابك مع أغصان جارتها «تمارا» في محبة وود أكيد، وكان طبيعيا أن تبدو مزهوة بما حملت من الحبات الناضجة الصفراء، المنتفخة بالعصير كما يجب أن يكون البنزهير. وينتقل إلى تصوير الحديث الذي دار بين عصفورين اختارا غصنا لزهيرة موضعا لنقاشهما، وكان يظنهما يتغازلان ويتناجيان بأعذب الألحان، ولكن طول جلوسه في الحديقة أكد له أنها في اغلب الأمر يتخانقان ويتبادلان الشتائم وفي رحيلهما اهتز الغصن وسقطت ليمونه على رأس القطة الممدة بجواره حيث جلست هي الأخرى تستمع بنور الضحى.

لن يخفى عليك الألم الساخر في كلماته عندما تصل إلى نهاية الفصل:«و تذكرت كوب الشاي فمددت نحوه يدا تعودت على منظر عروقها النافرة، محاولا أن أتجاهل ما بدأ يشوبها من رعدة خفيفة في العهد الأخير. لذلك رحبت بانكسار أذن الكوب الخزف البني، لكي أقبض عليه بجماع يدي بدلا من أن أمسكه بإصبعين أو ثلاث فتزداد الرعدة وضوحا. وكان الشاي لذيذا حقا بتلك النكهة الإضافية من نور الضحى» 

### الفصل الثانى «أمينه وحماده وفيدو»
| ترانيم في ظل تمارا (كتاب) | هل يحتاج جمعة إلى حجاب؟..طائر مهاجر في مطابخ لندن..ساقية صدئة اسمها شحاتة..فيدو أو صوت سيده..الكلب النجس المنبوذ | ترانيم في ظل تمارا (كتاب) |

قروش الضوء الراقصة تحت تمارا ما زالت كافية لحصولى على حاجتى من الدفء، على الكرسى القش العتيق الأصفر وبجاوره كرسي أخضر تشاركه اياه زوجته أمونه متى نزلت إلى الحديقة. يسرد محمد عفيفى في هذا الفصل ما تعرضت له اسرته الصغيرة من حوادث بدءأ من ابنها الأكبر الذي مات في صحراء سيناء إلى ابنه الأصغر الذي قرر مطاردة أحلامه مغتربا عن أرض الوطن، وروماتيزم أنهك زوجته التي لم تعد غزالا كالماضي..

### الفصل الثالث «ريتا والنخلة وذكر البط»
| ترانيم في ظل تمارا (كتاب) | الخضراء بدون أن تكون خضراء..مجمع للعصافير و أسرة جمعه..إسطوانة مشروخة تتأوه..لماذا تكلم جمعه عن البطة الجريحة بضمير المذكر؟ | ترانيم في ظل تمارا (كتاب) |

«حتى قروش تمارا الدافئة لا تلزمنى في هذا الصباح الذي يوشك أن يكون صيفا». ويختار عفيقى أن يجلس في شرفة منزله ويعرفنا على صديقته الرابعة «رينا» شجرة الكازورينا.. وستجد عنده مبررا لهذا الاسم أيضا:«شجرة كازروينا ح أقول لها ايه الا يا رينا؟»  ويكون رد زوجته المعتاد «ربنا يكملك بعقلك»

### الفصل الرابع «فضيحة في عالم الحدائق»
| ترانيم في ظل تمارا (كتاب) | هل يتنافى الحزن مع الزهور؟..نوع خاص من الحب..فضيحة بين البساتين.. لست أحسن من الفراشة البيضاء.. و فرح الولد المفقود | ترانيم في ظل تمارا (كتاب) |

يحاول عفيفى أن يخرج زوجته من الحزن الذي سيطر عليها بعد ضياع ابنيها الاثنين بأن عرض عليها أن يزرع الحديقة بالزهور لعل بهجة الزهور تصيب من روحها البائسة شيئا.و كانت تلك فكرة جمعة والذي ترك له هذه المهمة فيما بعد 

### الفصل الخامس «فضيحة الهدهد»
| ترانيم في ظل تمارا (كتاب) | بردان وراء الزجاج المغلق.. ربة السحر و الأوبيك..لماذا يتخاصم هدهد و عصفور؟.. هل هو عصفور فاسق؟..فضيحة الطائر المبروك..ربة السحر تنتصر | ترانيم في ظل تمارا (كتاب) |

«إذا جاء الشتاء فليس الربيع ببعيد، كلمة فارغة قالها الشاعر الإنجليزي البردان ليصبر نفسه على بلواه، إذ هو أجدر الناس بأن يعرف أنه إذا جاء الشتاء فقد جاء، وأن دونه والربيع شهورا طويلة من الهم البارد والعذاب المثلج»

### الفصل السادس «بجانب المدفأة»
| ترانيم في ظل تمارا (كتاب) | على البساط النبيتى العتيق..الثلج أقفل الأبواب..و جاء من أقصى سيناء..الولد و الفحمة سوداء..حب وسط العاصفة | ترانيم في ظل تمارا (كتاب) |

يجلس هو وزوجته مستعينان على البرد القارس بدفء المدفئة في بيتهما ويتلمسان من روحيهما حبا عاشا عليه وذكريات آلمت ماضيهما «العاصفة تزمجر في الخارج في الظلام المثلج، غاضبة معربدة وسط الكائنات الخضراء الوديعة الصامدة. عواء الريح لا ينقطع، وصرير أليم للأجزاء الطرية من جذوع الشجر». يستعيد عفيفى ذكرى ابنه الأكبر الذي فقد في سيناء ويوم وصو الخبر إليهم وكيف أثر ذلك على زوجته أمينه، حيث لم تعد كما كانت قبل ذلك الحادث. «عواصف كثيرة هبت على حياتنا فقاومناها، وحرائق كثيرة شبت فأطفأناها، ثم حدث الذي حدث فجرف أمامه كل شيء»

### الفصل السابع «مونى»
| ترانيم في ظل تمارا (كتاب) | الكرسى عاوز مسمار..و طلعت الشمس على ايزيس..مونى تسهم في بناء الهرم..الآلهة التى سقطت..إنقاذ في آخر لحظة | ترانيم في ظل تمارا (كتاب) |

تستمر العاصفة الشتوية لمدة يومين وتمنع صاحبنا من الجلوس في الحديقة ولكنه يحمد الله أنها كانت غضبة خفيفة ويصفها: «غضبة الشتاء المصري على أبناء وادي النيل، مثل غضبة أب عصبي على أولاده، صياح وخبط وشخط ونطر، وصفعة هنا وبونية هناك، ثم لا يلبث الجو أن يروق ويصفو، وعلى الأرض الخضراء تسطع دافئة كعهدها شمس السلام». وعاد بعدها إلى كرسيه المفضل وجلسته المحببة.

### الفصل الثامن«الشجرة الغريبة»
| ترانيم في ظل تمارا (كتاب) | من أين جاءت الشجرة الغريبة التى عندها كلام؟ | ترانيم في ظل تمارا (كتاب) |

تظهر لصاحبنا شجرة صغيرة يتفاجئ بها في حديقته؛ فهو لم يذكر أنه رآها من قبل ويسأل عنها جمعه ليخبره بأنه لا بد أن بزرتها كانت موجوده سالفا في التربة. ويرى عفيفى في خطوط أوراقها لغة ما وكأن تلك الشجرة تحمل كلمات جاءت إلى حديقته لتخبره بها.

### الفصل التاسع «فيدو يتشمس، رسالة حمادة والدوخة»
| ترانيم في ظل تمارا (كتاب) | كلب عنده عشم..رسالة من الحبيب..لماذا هذه الدوخة..تذكرة عبر العالم..الولد الجاهل بصيغة المؤنث | ترانيم في ظل تمارا (كتاب) |

يجلس صاحبنا في الحديقة ويتأمل عمل النمل الذي لا يمل ويسمح للكب فيدو أن يشاركه جلسته إلى أن تأتى زوجته أمينه فيفزع ويهرب خارجا منها. يصل إلى الزوجين رسالة من ابنهما الأصغر تحمل أنباء بعمله الجديد وانتقاله إلى كاليفورنيا وتحمل إليهما تذكرة سفر حصل عليها من شركة الطيران الذي يعمل بها.

### الفصل العاشر «الولد يلعب»
| ترانيم في ظل تمارا (كتاب) | طفلة عجوز نائمة..اليوم الذى لعب فيه الولد..سر الابتسامة الممنوعة | ترانيم في ظل تمارا (كتاب) |

أمينة العجوز التي تشبه الأطفال في نومها، يود عفيفى لو أنها تحلم بابنها ذاك في كاليفورنيا وليس من قتل، يصفها في شبابها عندما كانت فرحة بتحرك الجنين في رحمها وكيف شاركت الجميع فرحتها تلك.

### الفصل الحادى عشر «مونى والضفدعة»
| ترانيم في ظل تمارا (كتاب) | زاهدة في الضفادع.. لا تلدغ الآلهة مرتين | ترانيم في ظل تمارا (كتاب) |

بينما يجلس عفيفى على كرسيه القش الأصفر بعد اصلاحه، يراقب فعل القطة مونى مع الضفدع

### الفصل الثانى عشر «رينا والملاك الحارس»
| ترانيم في ظل تمارا (كتاب) | الملاك الحارس ..أحبك..منظر مريع على جذع رينا..اكتشاف موهبة الصراخ ..رينا ضد المقطورة..غصن امتنان يختلج | ترانيم في ظل تمارا (كتاب) |

### الفصل الثالث عشر «موت شحاتة»
| ترانيم في ظل تمارا (كتاب) | للموت رائحة أقوى من كافة الروائح حتى رائحة النجاسة | ترانيم في ظل تمارا (كتاب) |

يموت الابن الثالث لجمعه وللمرة الأولى تسمح الزوجة أمينه بدخول «فيدو» إلى الحديقة دون أن تتذمر

### الفصل الرابع عشر «أمينة في السرير وشاي بالياسمين»
| ترانيم في ظل تمارا (كتاب) | لا تسرف في القلق على زوجتك.. ماذا عن التذكرة؟.. العجوز و الكوافير و شاي بالياسمين | ترانيم في ظل تمارا (كتاب) |

قلق عفيفى على زوجته وارهاصات علماء النفس أن في هذا القلق رغبة لا شعورية في أن يكون مرض الزوجة قاتلا، وامينه تحاول أن تكتب رسالة إلى ابنها المهاجر، بينما يجلس صاحبنا وقد سقطت إحدى زهراوات الياسمين في كوبه الزخفي.

### الفصل الخامس عشر "القطةوالسحلية
| ترانيم في ظل تمارا (كتاب) | لماذا لم تأكل القطة السحلية؟.. غداء العيال.. الأمهات الحنونات الفاتنات | ترانيم في ظل تمارا (كتاب) |

القطة «مونى» تعيد إلى عفيفى ذكريات وقتما كانت أم لأربعة قطط صغيرة ويتذكر كيف كانت تطعمهم.

### الفصل السادس عشر «الياسمينعلى البساط»
| ترانيم في ظل تمارا (كتاب) | أيام نظيفة و عصبية.. عن الهباب و الياسمين..ياسمين في الزبالة..البلهاء العزيزة | ترانيم في ظل تمارا (كتاب) |

### الفصل السابع عشر «فرس النبي»
| ترانيم في ظل تمارا (كتاب) | رغبة دموية..هل هي تصلى؟..عروس وضيعة..الحب بغير رأس..هو يحب و هي تتغذى | ترانيم في ظل تمارا (كتاب) |

«وسوف تظل الحدائق خير مكان يقضى فيه العاقل وقته طالما كان فيها إلى جانب الشجر والزهر والعصافير والقطط»

### الفصل الثامن عشر«النمل وأمى وجمعة»
| ترانيم في ظل تمارا (كتاب) | الطابور الأبدى..قاتل النملة في جهنم..الجملة و القطاعى في قتل النمل..حاسب النمل يا جمعه | ترانيم في ظل تمارا (كتاب) |

### الفصل التاسع عشر «موت فيروز»
| ترانيم في ظل تمارا (كتاب) | لا تخرج، يعنى لا تخرج..كيف تعرف أن هذا الكائن ميت؟..عندما شعرت أنى أكره أمينه..بندقية ماركة..صوت سيده | ترانيم في ظل تمارا (كتاب) |

### الفصل العشرون «من هي الشجرة»
| ترانيم في ظل تمارا (كتاب) | محاولة لتعريف الشجرة..اختفاء أكاليفا..هأو هع أو | ترانيم في ظل تمارا (كتاب) |

### الفصل الحادى والعشرون «السقوط العظيم»
| ترانيم في ظل تمارا (كتاب) | نفحة مباشرة من روائح الجنة.. دعوة ولية ساعة مغربية.. هل أكلت نحلة عاشقة؟... وليمة متعددة الألوان.. انذار نهائى.. يوم السقوط العظيم | ترانيم في ظل تمارا (كتاب) |

## كتبوا عن ترانيم في ظل تمارا

### شاي بنكهة من نور الضحى[35]
إذا سرت بمحاذاة سور حديقته ستراه جالسا حت ظل تمارا على الكرسي القش الأصفر العتيق، يحتسى شايا بنكهة من نور الضحى في كوب من الفخار تحطمت أذنه فأصبح في نظره أكثر جاذبية، تحت قدميه استكانت قطة يصفها بأنها«وقورة، جادة، متكبرة»..سيدعوك للدخول فتجلس إلى جانبه واستمع إليه وهو يصف الكون بألوانه المتناغمة وروائحه الزكية ومشاهده البسيطة الجميلة، واستمتع بحواراته الفلسفية الممتعه مع الضفدع «ضفدوع» والقطة «مونى» والكلب «فيدو» و «تمارا» شجرة التمر حنة و «زهيرة» شجرة الليمون البنزهير و «رينا الكازورينا» و «ليفا الأكاليفا»، ولا تشغل بالك بأسباب اختيار أسماء هذه الكائنات لأنه لديه كل الحجج المقنعه، مثل: «شجرة تمر حنة ح أقول لها إيه الا يا تمارا؟»

يعتبر هذا الكتاب تجربة إنسانية عميقة لإنسان«شاعر، وفنان تشكيلى ممتاز، وصوفى يعيش الظاهر والباطن معا، ولسان عذب، وصبر يحتمل المكاره في هدوء ويجد للناس جميعا عذرا فيما يرتكبون من حماقات، وفهم ومعرفة كبيران بعالم الحيوان، وامتداد واضح إلى التاريخ» 

محمد عفيفي ليس مجرد كاتب ساخر هدفه أن يدفعك للإبتسام، لا تنخدع ببساطته ولا مبالاته فهما يخفيان وراءهما بصيرته النفاذة وفلسفته في الكون، والكتاب بلوحاته الدقيقة كالمنمنمات، هو سيمفونية من عناصر جمال الكون صاغها االكاتب بحب عميق للخالق وكل ما هو مخلوق، وذلك من خلال جلسته في الحديقة وتوالى فصول السنة الأربعة والتغيرات التي تحدثها تلك الفصول في الحديقة بنباتاتها وحيواناتها وحتى في الأفراد القلائل الذين ارتبطوا بها، لذا فالحب هو التيمة الأساسية في ذلك العمل الجميل االذي يحس بطله بجمال كل شيء حوله حتى وإن كلح لونه أو علاه الصدأ أو اصفرت أوراقه أو زحفت عليه التجاعيد. 

هو اذن يحب كل أشجار الحديقة والقطة العجوز والكرسي القش الأصفر الأجرب والفوتيه اجلد الذي تحول لونه من الأزرق الداكن إلى اللبنى، والكوب الفخار الذي تحطمت أذنه وأخيرا زوجه «الحاجة أمينه» الغزال الأسمر الذي لم يعد غزالا بل مخلوقا مهزوما يحاول بالكاد أن يتعايش مع خسارتها في ولديها، الأكبر الذي فقد في صحراء سيناء والأصغر الذي فقد في «صحراء» الغرب، والروماتيزم والضغط..فيقف بجانبها ويحاول أن يخفف عنها محنتها متظاهرا بالتماسك رغم الألم الشديد الذي يعتصره فيخفى عنها أن ابنها الأكبر غالبا قد مات محترقا بقصف الطيران الاسرائيلى، أما الأصغر الذي «هج» لتحقيق حلمه في الثراء والنجاح في بلاد الغرب عن طريق غسل الصحون في أحد المطاعم فيهّون عليها:«فلا مناسبة لأن تتخيل ولدها وقد أمسك بليفة بريطانية وراح يدعك بها صحنا نجسا بما يحمل من آثار شحم الخنزير». وهي لا تدعو لزوجها الفيلسوف الساخر سوب ب«ربنا يكملك بعقلك» متضجرة بحواراته مع القطط والأشجار والطيور والكلاب والزواحف، وغرابة أطواره، ولكنه يرى في هذا كل الحب، وهو لا يتوقف عند ألمه العميق وإنما يذكره عرضا بدون أي ميلودراما أو رغبة في ابتزاز القارئ طلبا لأي قدر من التعاطف معه، فتتوقف عند ذلك الألم الإنساني النبيل لا تدرى كيف تعبر له عن حزنك، بينما يكون هو قد انتقل إلى ركن آخر من أركان تجربته الإتسانيه الفريدة بأسلوب رشيق وعذب لأنه جميل، فلا يرى سوى الجمال. ولأنه خيِّر فلا يرى سوى الخير.

الحديقة عند محمد عفيفي ليست مجرد مكان، أو ستارة خلفية لمسرح الحدث، إذ هي المحور الرئيسى لأحداث السرد. ومن خلال ارتباط الرواى بشخصها وتغيراتها عبر فصول العام تتجسد الرواية ويدور الحدث في إطار دائرى، كذلك تقوم الحديقة بدور الوسيط بين كل عناصر الكون فتكتسب تأملاته بعدا صوفيا عميقا يطوق الحديقة بصفة القداسة الدينية التي تتحول إلى واقع تتقبله بارتياح كل شخصيات العمل حتى الكلب "«فيدو» يذعن لأوامر الحاجة أمينة بالابتعاد عن الحديقة الطاهرة حتى لا يدنسها فلا يدخلها الا رغبة في تحقيق آخر حلم له قبل أن ييقتله اللصوص وهو يحرس الشونة.

أما دورة الزمن في الحديقة فترتبط ارتباطا وثيقا بجماليات المكان، مادية كانت أم معنوية، وبارتباط هذين المحورين، والزمان والمكان تتفجر موهبة عفيفى في وصف علاقتهما البدائية primordial وتأثير كل منهما على الآخر في اختلاف الليل والنهار وتعاقب الفصول وما ترتب على ذلك من تغيرات جمالية لها دلالات نفسية، فلا يمكن أن تنسى وصف محمد عفيفى لتحول أوراق الكازورينا طوال العام، أو دقته في تصوير حركة الفراشةفي أحواض زهور الحديقة، واستقبال الأشجار للشتاء، وكأنهن نسوة في حالة حداد. هناك العديد من الأمثلة التي يزدان بها الكتاب، ولكنه يبلغ أقصى درجات التمكن من أدواته ككاتب قادر على تطويع عنصري الزمان والمكان لخدمة النص في لوحتين قصيرتين«الولد يلعب» و «الياسمين على البساطة»، في اللوحة الأولى يعبر حاجز الزمن من وإلى الحاضر من خلال وصفه لزوجه كطفلة في الستين، نائمة، يتمنى أن تكون تحلم بولدها الذي في كاليفورنيا لا ذلك الذي احترق في سيناء ، ويتذكر«هذه العجوز المسكينة شابة حلوة شهية مليئة برغبة الحياة، وبالطفل الذي قدر له فيما بعد أن يضيع». وفي عودة للماضي، سلسلة ملساء كالمخمل يصف فرحة هذه الشابة بحركة جنينها في رحمها وإشراكها جميع الأهل والأحباب في فرحتها ثم من خلال صورتين متجاورتين لذلك «الولد» يعود بنا الكاتب الكبير إلى الحاضر وحزنه الهادئ الرقراق على فراق الشاب الوسيم صاحب الصورة. أما في اللوحة الثانية«الياسمين على البساطة» فهو يصف في حب قسوة رياح الربيع الساخنة على «صديقته» شجرة الياسمين واحتضار زهورها البيضاء الرقيقة على بساط غرفة نومه، وهو في اللوحتين، بل في الرواية بأكملها يظل مخلصا لاتجاهه الفلسفي المشوب بخفة ظل، وبراعة في الئغبحار في الزمان والمكان.

هذا الكتاب شحنة مُعدية من الحب، ويكفى أن تقرأ مقدمة الكتاب إلى كتبها الناقد الكبير على الراعى «طبعة دار الهلال» بكل حب للعمل ولصاحبه لتتأكد أن هذا الحب مبرر تبريرا قويا، ما عليك سوى أن تقلب صفحات الكتاب أو حتى تقرأ كلمة واحده حتى تقع في أسر لغته الجميلة وأفكاره السامية، وتشعر بروحك ترتقى في عالمه الصوفى، بذا تتحقق واحدة من أهم أهداف الأدب ذكرها «اونجينوس» Longinus عالم البلاغة اليونانى الذي عاش في القرن الثانى الميلادى وينسب إليه كتاب «في السمو» On the Sublime، وهو يصل فيه العمل الأدبى بكل ما هو نبيل من فكر ولغة وشعور، ثلاثة محاور حافظ عليها محمد عفيفى ببراعة فائقة ليثير في نفس القارئ الرغبة في كل ما هو سام ومثالي وجميل. 

و عندما تنتهى من هذا العمل تنظر حولك فترى كل الحب والجمال في وقفة زوجتك غزال الماضي أمام البوتاجاز، وتخلب لبك رائحة الطشطشة وبخار الحلل واصطكاك الكبشة بغطاء الحلة، وتتهلف لعودة «مقاصيف الرقبة» من المدرسة بأحذيتهم الموحلة وطلباتهم المادية التي لا ترحم جيبك، فترى زوجتك أجمل من كلوديا شيفر وأولادك انظر من أطفال اعلانات الشامبو المستورد. فتحتضنهم جميعا لتقول لهم «أحبكم» فينظرون لك نظرة صامتة مريبة تقول:«ربنا يكملك بعقلك» ولكن لا يهمك فحتما سيرون الحياة مثلك بعد أن تجمعهم في أمسية عائلية لتقرأ لهم ترانيم في ظل تمارا فيروْن الوجود مثلك ومثل رجل جميل اسمه محمد عفيفي

### ترانيم في ظل تمارا[45]
مع كتاب محمد عفيفى الأخير: «ترانيم في ظل تمارا». وحتى أصدقاؤه المقربون من شلة الحرافيش، وحتى نجيب محفوظ نفسه لم يعلم بهذا الكتاب إلا بعد وفاته.
هذا الكتاب وثيقة إنسانية نادرة. نتعرف فيها على تجربة إنسان وديع، برقة محمد عفيفي، في لحظاته الأخيرة وهو يعرف أنه ميت حتماً بسبب سرطان الحنجرة. من حقنا أن نتوقع أن هذا الكتاب يمتلئ بمرارة شديدة وحزن كبير. عجوز يعلم أنه عجوز. وذلك الجرح النازف بعد أن فقد ابنه الأكبر في حرب 67. ابنه الحبيب تحول إلى (فحمة)! والثانى هاجر إلى أمريكا مفضلاً غسل الصحون هناك على اغتيال الأمنيات في وطن قاسٍ.
المدهش أنه برغم هذه الكوارث لا توجد لمحة سخط واحدة في الكتاب. بل تسامح عميق مع تقلبات الحياة وتسليم بما كائن ويكون، وامتزاج مع الطبيعة- يوشك أن يكون صوفياً- هناك حيث قضى أيامه الأخيرة تحت ظل تمارا في صحبة زوجته. تمارا هي شجرة تمرحنة، يتسلل من بين غصونها قروش الضوء الفضية لتسقط فوق فنجان الشاى بنكهة من نور الضحى.
في تلك الجنة المُصغّرة راح يتأمل الطبيعة بحب الإنسان الموشك على الرحيل. بسلام نفسى عميق راح يرمق أغصان تمارا تتلاصق مع شجرة الليمون، وهذين العصفورين اللذين حطا فوق غصونها يتبادلان الجدل ثم يرحلان إلى حيث لا يدرى. وليمونة صفراء تسقط على رأس القطة الغافية فتنظر حولها في تساؤل ثم تعاود- مثل أي قط عاقل- النوم. وفراشة بيضاء تلقى بنفسها في أحضان الزهور. والضفدع الكبير ضفدوع ذى العينين الواسعتين يقفز قفزته الواسعة التي تخفيه بين الأشجار.
تلك هي مفردات كتاب محمد عفيفي الأخير، عاشق يتخفى في ثياب ساخر، وإنسان أنضجته المحن والكروب، وعلى المقعد المجاور تجلس زوجته الحبيبة أمينة، يقضيان شيخوختهما في رضا أبيض، أمونة الحلوة، أمونتى وكم من الأسماء دللها بها أيام زواجه الأولى. تجلس جواره وفي عينيها حزن قديم. منعت زرع الزهور في الحديقة بعد موت ابنها. في رفق أقنعها أن الإصرار على الحزن فيه شبهة اعتراض صامت على مشيئته سبحانه. حينما وافقت نالت المكافأة! جاءها ابنها في المنام وقال إنه سعيد بزرع الجنينة!! قال لها مخلصاً: «ربنا يفرحكم دايما»، وضغط برفق على ركبتها فقالت متوجعة بشبهة دلع قديم: «أي، الروماتيزم>>
وحتى رياح الخماسين لم تفلح أن تنال من سكينته. حينما فتح باب الشرفة قابلته ريح ساخنة حملت معها زهور الياسمين البيضاء التي أسقطتها الرياح. أغلقت أمينة الشرفة، وما هي إلا لحظات إلا وهبت ريح شديدة فتحت الباب ولوثت البساط مرة أخرى بالزهور الضاحكة. تنهد ونهض ليجمعها وفي راحة يده رفعها إلى أنفه لينهل من عطرها المسكر قبل أن يضعها في جيب الروب. وراح يرمق الأشجار من خلف الزجاج قائلا للصديقات: «معلش يا حلوين، سامحونى النهارده»
ومن وراء ظهره أتاه صوت أمينة تسأله في دهشة: «وهو الشجر حيسمعك والباب مقفول؟!».
فوجد نفسه يهتز في ضحك مكتوم واتجه إليها كى يطبع قبلة على تجاعيد خدها، قائلا في صدق: «باحبك يا أمونة».
وهكذا كانت لحظات محمد عفيفى الأخيرة. مات وهو يحمل في فؤاده حباً صادقاً لكل مخلوقات الأرض واستسلاماً راضياً لما تأتى به المقادير.